# Luis del Pino

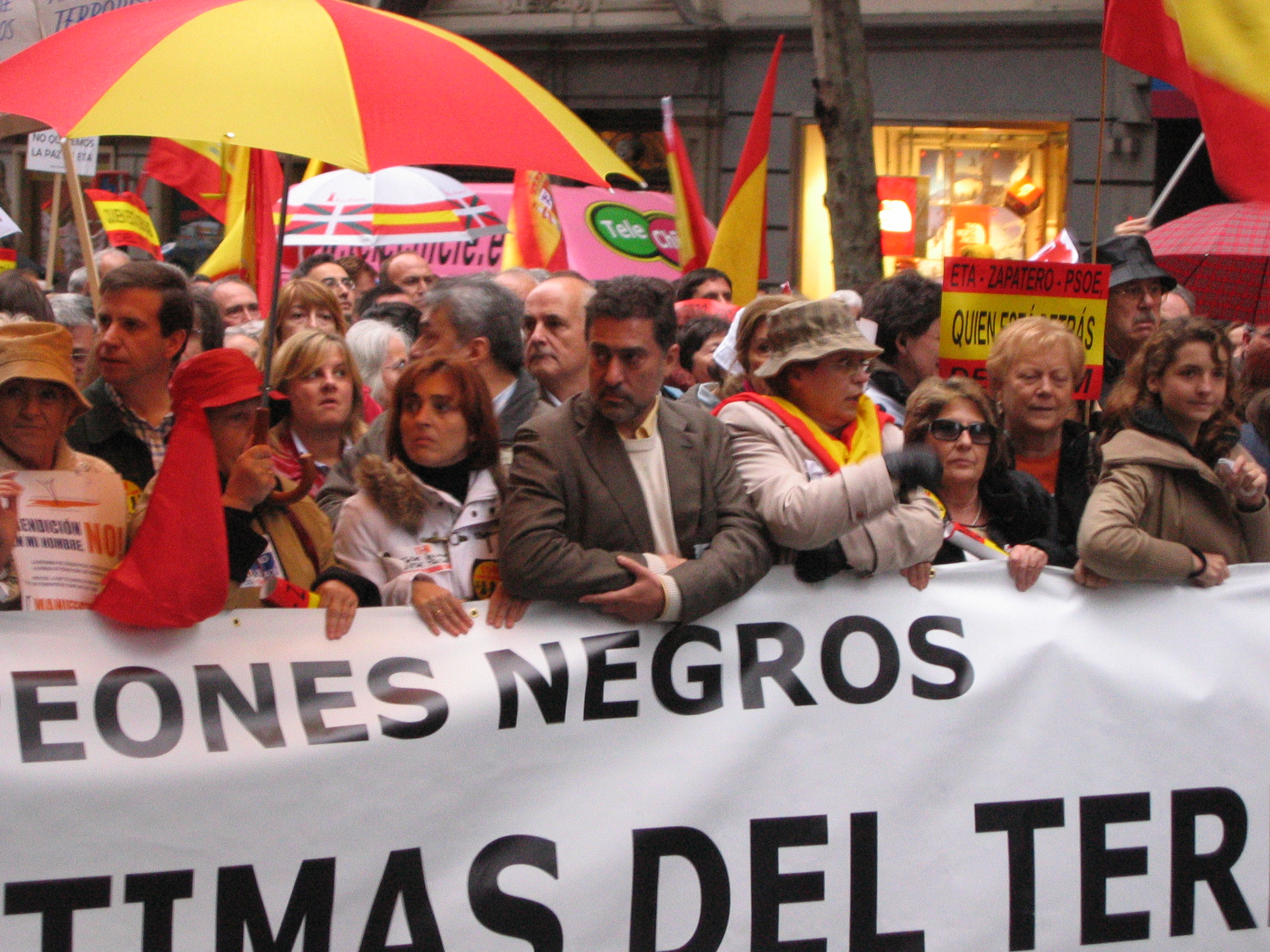
Luis del Pino portant une banderole de Peones Negros lors d'une manifestation ordonnée par lAsociación Víctimas del Terrorismo.

Luis Manuel del Pino González (Madrid, 9 juin 1962) est un journaliste et essayiste espagnol.

## Biographie
Né en 1962, il est ingénieur en télécommunications, bien qu'il ait développé sa carrière de journaliste.
Il collabore actuellement avec le média Libertad Digital et dirige le programme d'information et de rassemblement politique Sin Complexes sur esRadio, pour lequel il a reçu le prix Antena de Plata en 2015. 
Il est connu pour ses Théories du complot sur les attentats de Madrid du 11 mars 2004, qui remettent en cause la version officielle des événements. Il a publié des livres tels que Les énigmes du 11 septembre. Complot ou négligence?. La plate-forme Peones Negros, d'idées similaires, doit son nom au symbole utilisé par del Pino dans son blog personnel,.

## Publications
- Los Enigmas del 11-M, LibrosLibres-Spiritus Media-Voz Papel, 2009,  (ISBN 978-8496088450), prologue de César Vidal
- Las Mentiras del 11-M/ The Lies Of 11-M, 2007, Debolsillo,  (ISBN 978-8483465097)